# شکستگی (کانی)
در مبحث کانی‌شناسی، منظور از شکستگی، بافت و شکلی از سطح سنگ است که در هنگام شکست کانی به خود گرفته‌است. هر کانی شکستگی‌های مشخصی دارد که نقش مهمی در شناسایی آن از دیگر انواع کانی می‌شود.
در کانی‌شناسی مفهوم شکستگی با رخ متفاوت است در رخ، جدا شدگی و پوسته پوسته شدن به‌طور کامل و در راستای صفحه‌های ساختار بلوری مد نظر است. بیشتر کانی‌ها نوعی از شکستگی را از خود نشان می‌دهند در حالی که خاصیت پوسته پوسته شدن (رخ) همیشه قابل مشاهده نیست.

## انواع

### مخروطی

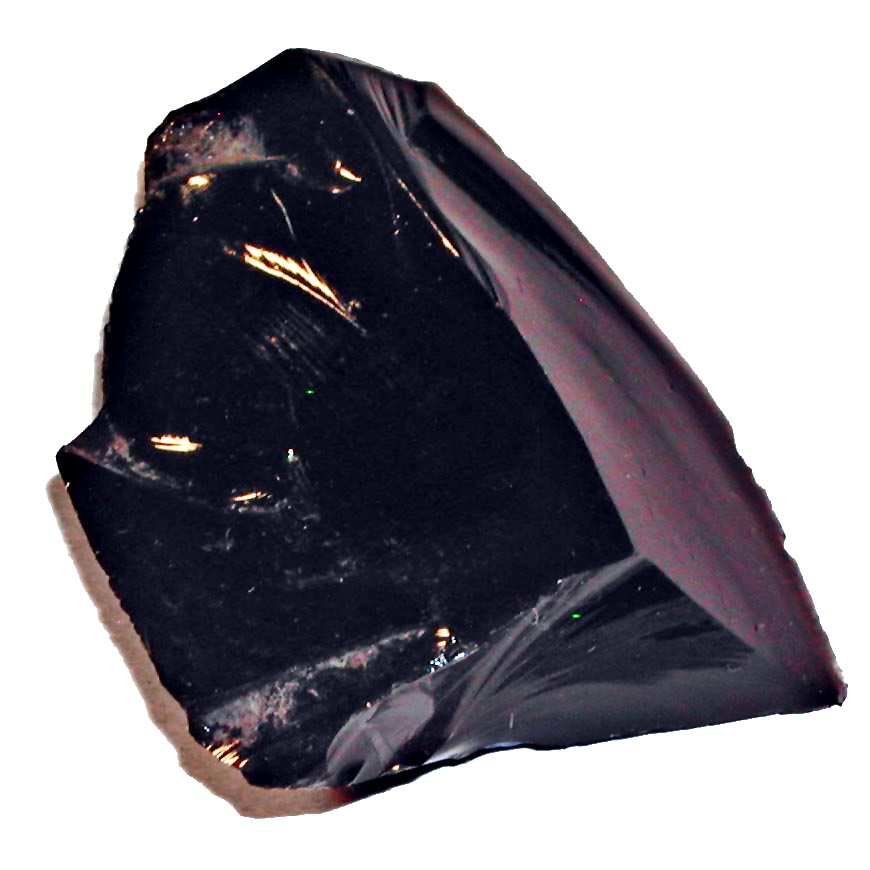
ابسیدین

شکستگی از نوع مخروطی به گونه ای است که گویی موج‌های موجود در سطح پوستهٔ صدف سیاه در یک جا متمرکز شده‌اند. این نوع از شکستگی بیشتر در کانی‌های  اَریخت یا کانی‌های ریزدانه مانند چخماق، اوپال یا ابسیدین دیده می‌شود. البته گاهی در کانی‌های بلوری مانند کوارتز هم دیده می‌شود. شکستگی زیرمخروطی همانند مخروطی است اما انحناها و خم‌ها کمتر در آن قابل مشاهده است. (یادآوری می‌شود که ابسیدین یک سنگ آذرین است و کانی نیست اما شکستگی مخروطی به خوبی در آن قابل مشاهده است)

### خاکی

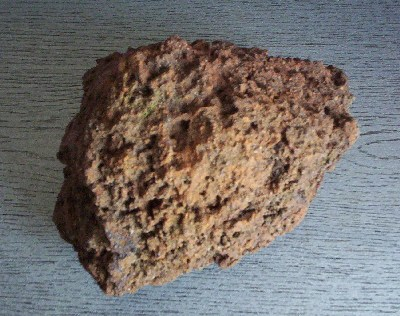
لیمونیت

شکستگی خاکی به گونه ای است که انگار یک خاک تازه، شکسته‌است. این نوع شکستگی در کانی‌هایی که پیوندهای نسبتاً نرم و شل دارند دیده می‌شود؛ مانند لیمونیت، کائولینیت و آلومینیت.

### نوک تیز

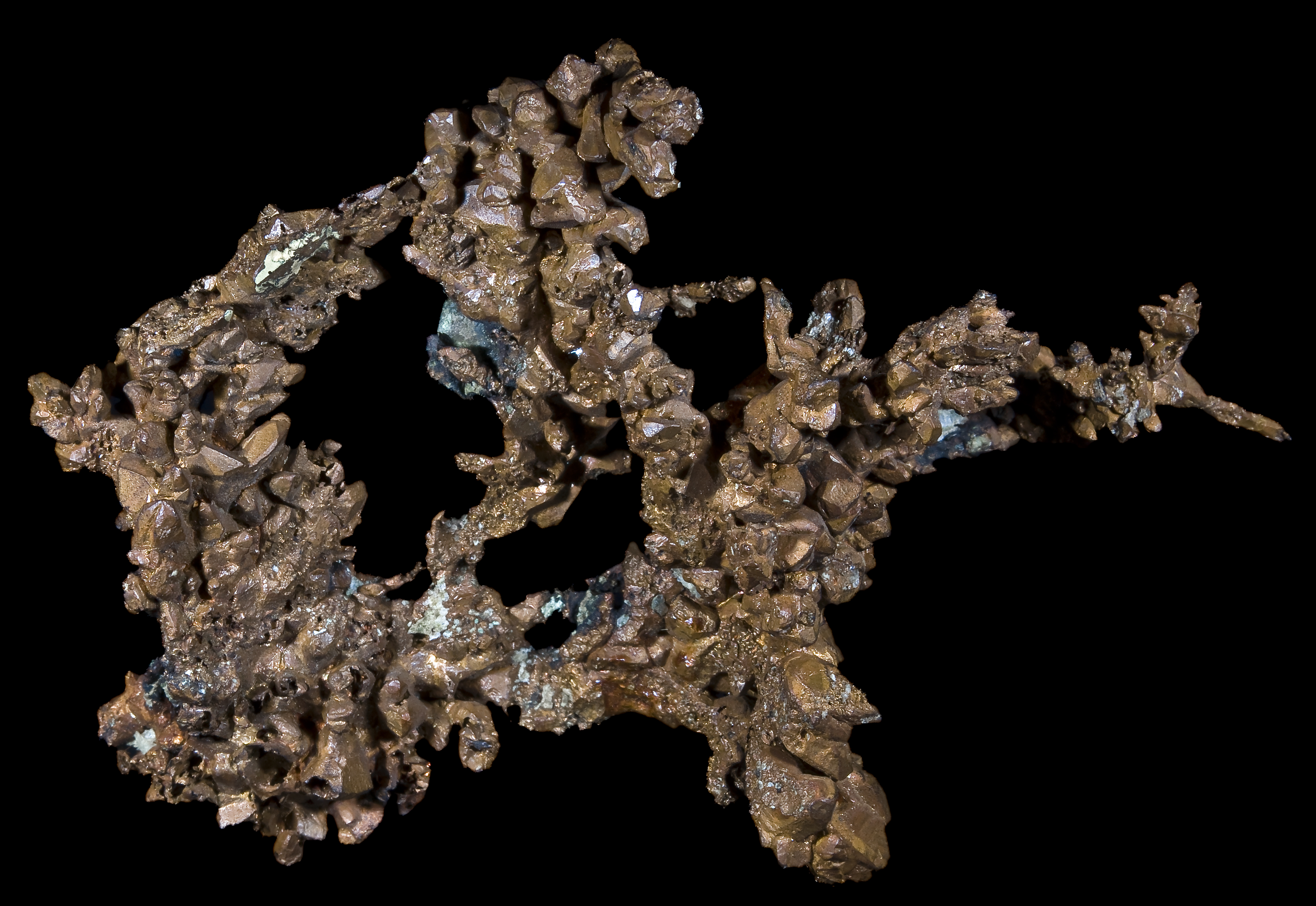
مس بومی

شکستگی نوک تیز، گوشه‌های تیز و غیریکنواخت دارد. هنگامی که فلزها پاره می‌شوند این نوع شکستگی پدید می‌آید. در فلزهای بومی مانند مس و نقره این نوع از شکستگی یافت می‌شود.

### سوزنی

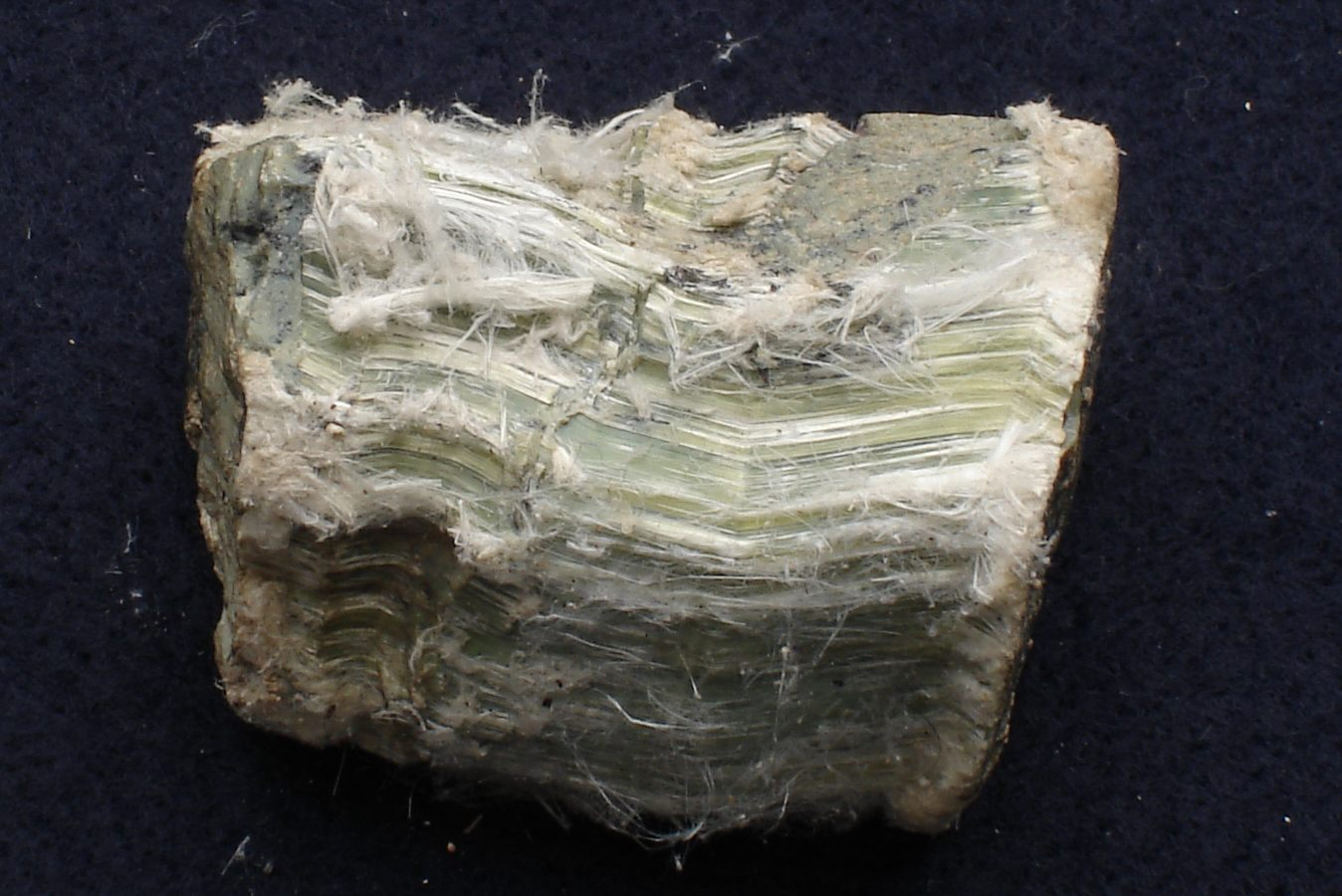
کریزوتیل

شکستگی سوزنی از بافت‌هایی دراز و باریک و نوک تیز ساخته شده‌است و بویژه در کانی‌هایی که بافت رشته‌ای یا ریش‌ریش دارند این نوع شکستگی دیده می‌شود مانند: کریزوتیل؛ البته در کانی‌های غیررشته ای هم وجود دارد مانند کیانیت.

### غیریکنواخت

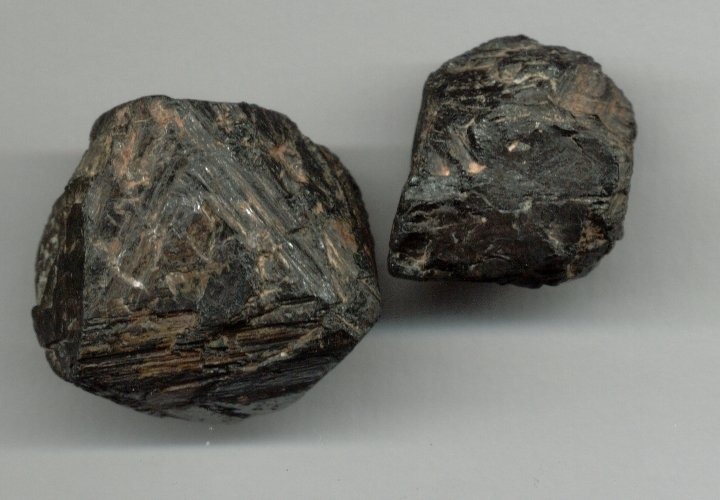
مگنتیت

شکستگی غیریکنواخت یک سطح زبر و نامنظم است که در آن بافت‌هایی به صورت تصادفی وجود دارد. بخش گسترده‌ای از کانی‌ها از این نوع شکستگی برخوردارند برای نمونه می‌توان به آرسنوپیریت، پیریت و مگنتیت اشاره کرد.